# Puiseux (cràter)
Puiseux és el romanent d'un cràter d'impacte lunar que ha estat gairebé completament submergit per la lava. Es troba prop de l'extrem sud del Mare Humorum, al nord-est del cràter molt erosionat Doppelmayer. Al sud-sud-est es troba Witelo.

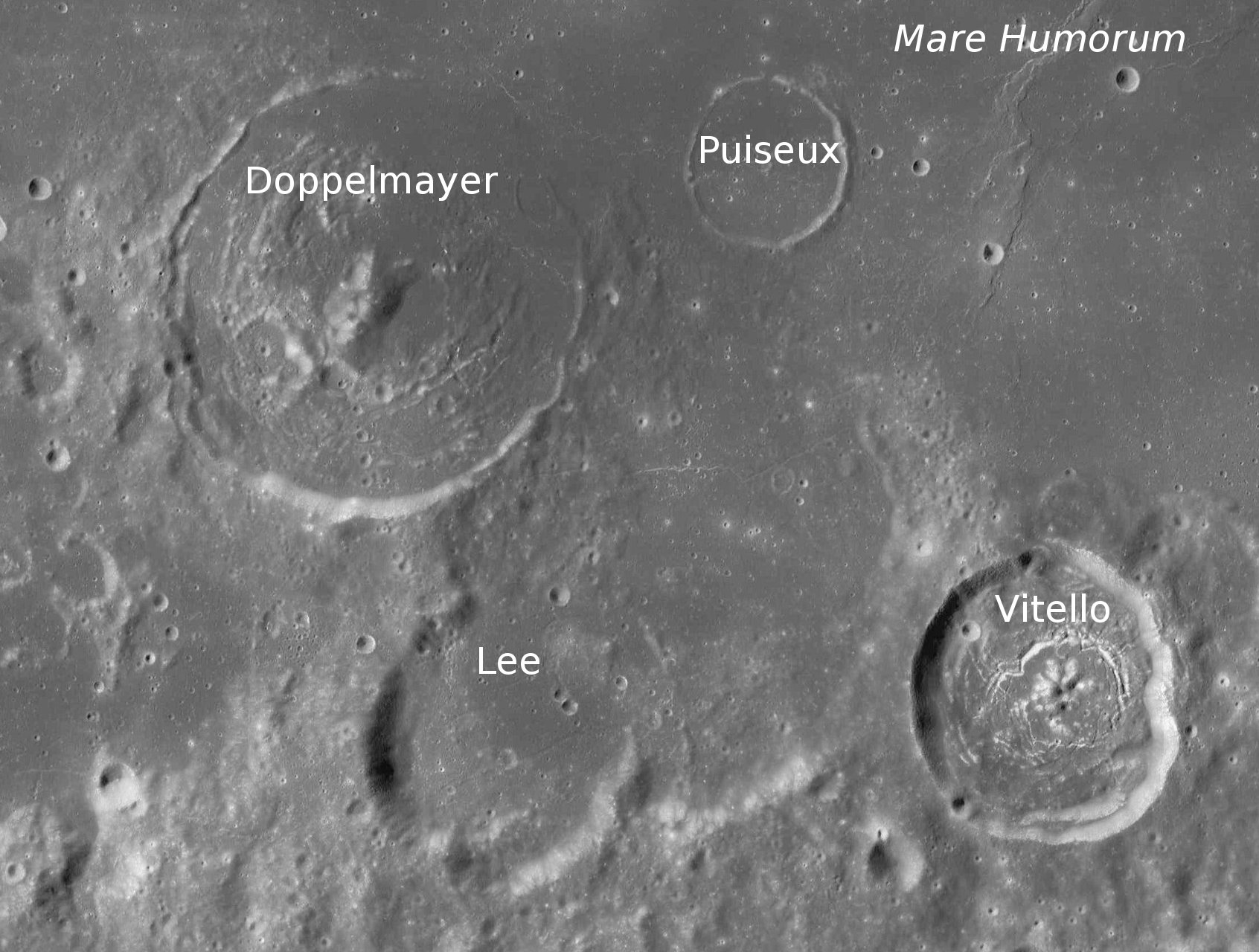
Entorn de Puiseux (situat en el quadrant superior dret de la imatge)

De l'estructura original de Puiseux, només la part superior del brocal roman per sobre de la superfície del mare. Presenta alguns cràters petits sobre el seu sòl interior.

## Cràters satèl·lit
Per convenció aquests elements són identificats en els mapes lunars posant la lletra en el costat del punt mitjà del cràter que està més proper a Puiseux.
|         | \| Puiseux \| Coordenades \| Diàmetre \| \| ------- \| ------------------------------------ \| -------- \| \| A \| 26° 30′ S, 39° 42′ O / 26.5°S,39.7°O \| 3 km \| \| B \| 25° 42′ S, 38° 48′ O / 25.7°S,38.8°O \| 4 km \| \| C \| 24° 42′ S, 37° 48′ O / 24.7°S,37.8°O \| 3 km \| \| D \| 25° 42′ S, 36° 06′ O / 25.7°S,36.1°O \| 7 km \| \| F \| 23° 24′ S, 38° 48′ O / 23.4°S,38.8°O \| 4 km \| \| G \| 28° 12′ S, 37° 48′ O / 28.2°S,37.8°O \| 3 km \| \| H \| 27° 24′ S, 37° 00′ O / 27.4°S,37.0°O \| 3 km \| |          |
| Puiseux | Coordenades | Diàmetre |
| A       | 26° 30′ S, 39° 42′ O / 26.5°S,39.7°O | 3 km     |
| B       | 25° 42′ S, 38° 48′ O / 25.7°S,38.8°O | 4 km     |
| C       | 24° 42′ S, 37° 48′ O / 24.7°S,37.8°O | 3 km     |
| D       | 25° 42′ S, 36° 06′ O / 25.7°S,36.1°O | 7 km     |
| F       | 23° 24′ S, 38° 48′ O / 23.4°S,38.8°O | 4 km     |
| G       | 28° 12′ S, 37° 48′ O / 28.2°S,37.8°O | 3 km     |
| H       | 27° 24′ S, 37° 00′ O / 27.4°S,37.0°O | 3 km     |

### Altres referències
- (WGPSN), IAU Working Group for Planetary System Nomenclature. «Gazetteer of Planetary Nomenclature. 1:1 Million-Scale Maps of the Moon» (en anglès).  UAI / USGS, 13-02-2013. [Consulta: 6 abril 2016].
- Andersson, L. E.; Whitaker, E. A.,. NASA Catalogue of Lunar Nomenclature (en anglès).  NASA RP-1097, 1982.
- Blue, Jennifer. «Gazetteer of Planetary Nomenclature» (en anglès).  USGS, 25-07-2007. [Consulta: 2 gener 2012].
- Bussey, B.; Spudis, P.. The Clementine Atlas of the Moon (en anglès).  Nueva York: Cambridge University Press, 2004. ISBN 0-521-81528-2.
- Cocks, Elijah E.; Cocks, Josiah C.. Who's Who on the Moon: A Biographical Dictionary of Lunar Nomenclature (en anglès).  Tudor Publishers, 1995. ISBN 0-936389-27-3.
- McDowell, Jonathan. «Lunar Nomenclature» (en anglès).   Jonathan's Space Report, 15-07-2007. [Consulta: 2 gener 2012].
- Menzel, D. H.; Minnaert, M.; Levin, B.; Dollfus, A.; Bell, B. «Report on Lunar Nomenclature by The Working Group of Commission 17 of the IAU» (en anglès). Space Science Reviews, 12, 1971, pàg. 136.
- Moore, Patrick. On the Moon (en anglès).  Sterling Publishing Co, 2001. ISBN 0-304-35469-4.
- Price, Fred W. The Moon Observer's Handbook (en anglès).  Cambridge University Press, 1988. ISBN 0521335000.
- Rükl, Antonín. Atlas of the Moon (en anglès).  Kalmbach Books, 1990. ISBN 0-913135-17-8.
- Webb, Rev. T. W.. Celestial Objects for Common Telescopes, 6ª edición revisada (en anglès).  Dover, 1962. ISBN 0-486-20917-2.
- Whitaker, Ewen A. Mapping and Naming the Moon (en anglès).  Cambridge University Press, 2003. 978-0-521-54414-6.
- Wlasuk, Peter T. Observing the Moon (en anglès).  Springer, 2000. ISBN 1-85233-193-3.